# مارتن أوير
مارتن أوير (بالألمانية: Martin Auer)‏ هو كاتب للأطفال وكاتب ومؤلف نمساوي، ولد في 14 يناير 1951 في فيينا في النمسا.

## وصلات خارجية
- مارتن أوير على موقع ميوزك برينز (الإنجليزية)
- مارتن أوير على موقع ديسكوغز (الإنجليزية)